# Korallav
Korallav (Sphaerophorus globosus) är en lavart som först beskrevs av William Hudson, och fick sitt nu gällande namn av Vain. Korallav ingår i släktet Sphaerophorus och familjen Sphaerophoraceae.  Arten är reproducerande i Sverige. Inga underarter finns listade i Catalogue of Life.

## Källor

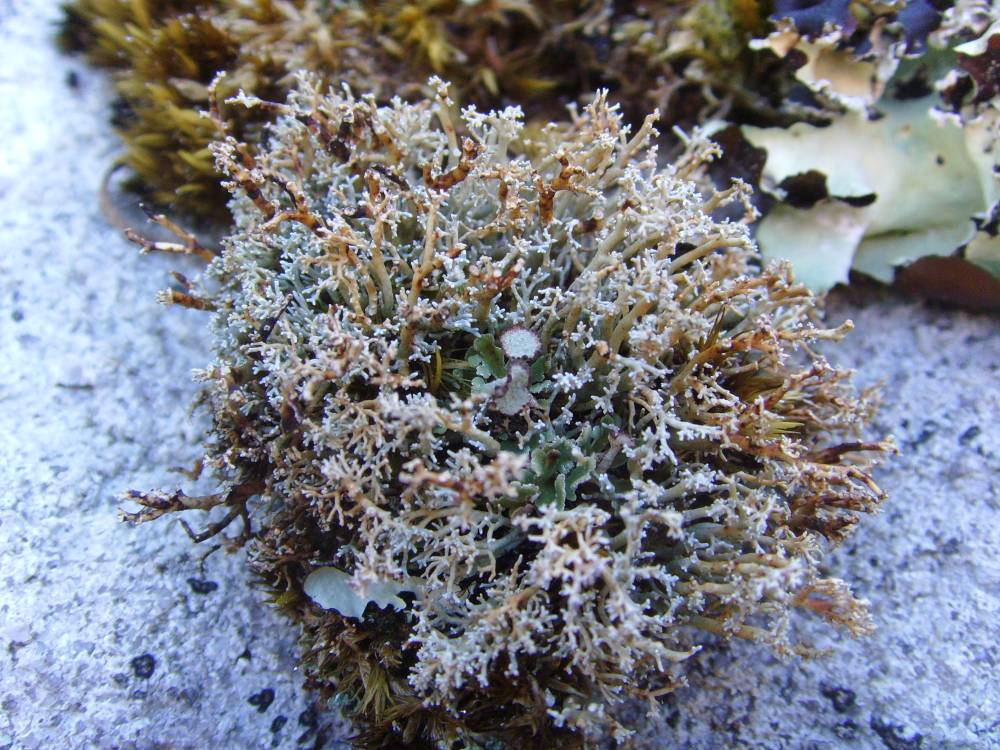